# Rocasaure
El rocasaure (Rocasaurus, "llangardaix de la ciutat de Roca") és un gènere de dinosaure sauròpode titanosaure que va viure fa uns 80 milions d'anys, durant el Cretaci superior, en el que actualment és Amèrica del Sud. Aquest gènere creixia fins als 8 metres de longitud, fent-lo un dels sauròpodes més petits. El rocasaure va ser descobert l'any 2000 a l'Argentina.
L'espècie tipus, Rocasaurus muniozi, va ser descrita per Salgado i Azpilicueta l'any 2000.